# Duello Madre (album)
Duello Madre è un album dei Duello Madre, pubblicato dalla Produttori Associati nel 1973.

## Tracce
Lato A
1. Aquile Blu – 6:59 (Marco Zoccheddu, Pippo Trentin)
2. Momento – 5:30 (Marco Zoccheddu)
3. Otto – 6:00 (Marco Zoccheddu, Pippo Trentin)

Durata totale: 18:29
Lato B
1. Madre – 10:30 (Pippo Trentin)
2. Duello – 7:59 (Marco Zoccheddu, Pippo Trentin)

Durata totale: 18:29

## Musicisti
- Marco Zoccheddu - chitarra elettrica, chitarra acustica
- Bob Callero - basso
- Franco Lo Previte - batteria, percussioni
- Pippo Trentin - sassofono tenore, flauto

Note aggiuntive
- Gian Piero Reverberi - tastiere (brani: Momento e Madre)
- Mario Lamberti - percussioni (brani: Otto e Duello)
- Gian Piero Reverberi - produttore
- Mario Carulli - tecnico del suono
- Rutger Van Der Velde - grafico illustratore